# Holbeton
Holbeton är en by och en civil parish i South Hams i Devon i England. Orten har 619 invånare (2011).